# Île Motiti
L'île Motiti (en anglais : Motiti Island ; en maori de Nouvelle-Zélande : Mōtītī) est une île située dans la baie de l'Abondance, au nord de l'île du Nord, en Nouvelle-Zélande. Elle est à 21 kilomètres au nord-est de Tauranga et 9,4 kilomètres au nord-est de Papamoa.

## Géographie
l'île Motiti est relativement plate, sa superficie est d'environ 10 km2 (3,9 milles carrés), et le sol est constitué par les roches volcaniques du Miocène, qui ont été recouvertes par des sédiments plus récents. Dans son journal de bord, lors de son premier voyage de 2 novembre 1769, James Cook rapporta qu'il navigua près des côtes jusqu'à l'île Motiti, et qu'il n'avait jamais vu un si vaste village fortifié sur l'île qu'il appela « l'île plate ».

## Accès
Il n'existe pas d'infrastructures publiques ni de services communaux sur l'île, qui relève d'une gestion privée. L'accès de l'île est difficile et coûteux, d'autant plus que. l'administration quotidienne est assurée par le Département des affaires intérieures, et que c'est le conseil régional de la Baie de l'Abondance (Bay of Plenty) qui est la collectivité territoriale compétente.
La plupart de ses résidents et les visiteurs accèdent à l'île en avion la compagnie Sunair qui assura le trafic entre Motiti et Tauranga avec des avions Cessna 172. Les certificats de navigabilité avaient été retirés par la Civil Aviation Authority of New Zealand (en) (NZ CAA), le 8 septembre 2017. L'autorisation de voler fut rendue à la compagnie Sunair le avril 2018.

## Récif de l’Astrolabe
Le récif de l’Astrolabe (en anglais : Astrolabe Reef) est un récif dans la baie de l'Abondance, situé à sept kilomètres au nord de l'île Motiti. Il a été nommé les « écueils de l'Astrolabe » par Jules Dumont d'Urville en hommage au bateau L'Astrolabe qu'il commandait lors de son expédition dans les mers du Sud et qui a manqué de s'échouer sur le récif le 16 février 1827.

### Naufrages sur le récif de l’Astrolabe
Le 5 octobre 2011, le porte-conteneurs MV Rena s'est échoué sur ce récif causant une marée noire. Le nappes de pétrole, ainsi que les cargaisons du navire, se sont échoués sur la côte. Un projet d'embarcadère avait été proposé mais il fut rejeté le octobre 2013 par les résidents de l'île. Ils refusèrent l'offre des armateurs du MV Rena d'initier un projet de développement sur l'île, en échange de laisser l'épave du Rena sur place.
Le 9 octobre 2011, le lancement d'un navire de 45 pieds M/V Excalibur s'est échoué sur l'île de Motiti à cause du mauvais temps. L'équipage de six personnes a été secouru, mais le bateau fut totalement hors d'usage
Le 5 octobre 2011, le porte-conteneurs MV Rena s'échoue sur ce récif causant une marée noire .

## Marae

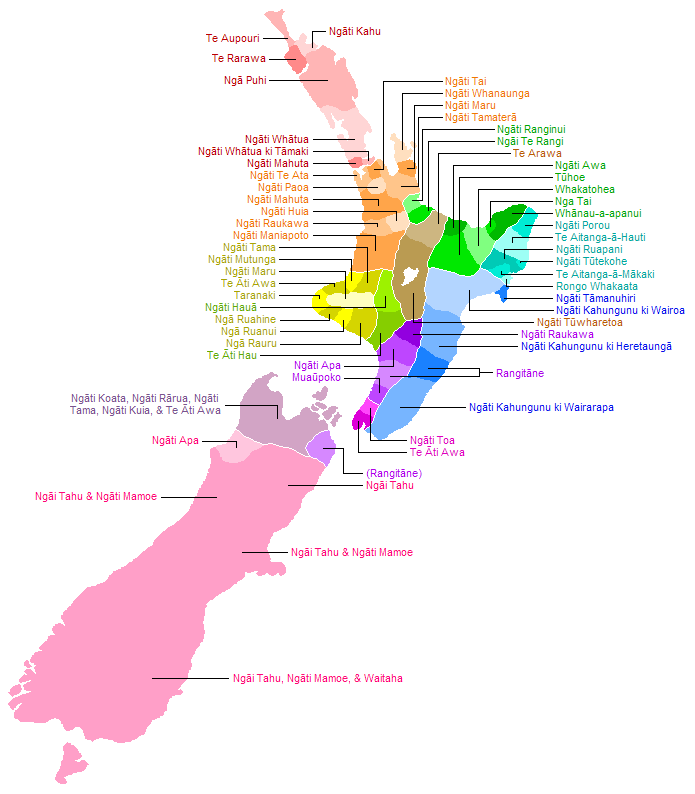
Carte des tribus Iwi (Māori) en Nouvelle-Zélande

L'île compte deux marae, appartenant aux Ngāti Awa hapū de Te Patuwai et Ngāti Maumoana :
- Te Hinga o te Ra ou Te Karioi Marae et la maison de réunion Te Hinga o te Ra ;
- Te Rua Kopiha Marae Tamatea ki et la maison de réunion te Huatahi[9],[10].

En octobre 2020, le gouvernement a engagé 4 871 246 $ du Fonds de croissance provincial pour moderniser Te Rangihouhiri Marae et onze autres marae Ngāti Awa, créant 23 emplois.

## Vie locale
L'activité principale sur l'île réside dans l'agriculture, et le développement des plantations d'avocatiers.

### Note
1. ↑  Un Marae (en maori de Nouvelle-Zélande et des îles Cook) est un lieu sacré qui servait aux activités sociales, religieuses et politiques dans les cultures polynésiennes précédant la colonisation.